# Japan Pro Golf Tour 64

## Présentation
Japan Pro Golf Tour 64 (日本プロゴルフツア) est un jeu vidéo de golf sorti en 2000 sur Nintendo 64DD uniquement au Japon. Le jeu a été développé par Media Factory et édité par Seta.

## Système de jeu

### Modes de jeu
- Mode Solo : Le joueur participe à des tournois contre des adversaires contrôlés par l'IA.
- Mode Multijoueur : Possibilité de jouer jusqu'à 4 joueurs avec le Controller Pak.

### Gameplay
- Simulation réaliste des parcours de golfs japonais
- Gestion dynamique de la météo affectant les conditions de jeu.
- Système de swing basé sur la précision et le timing.

## Devellopement
Le développement du jeu a commencé en 1998 avec pour objectif de proposer la simulation de golf la plus réaliste sur Nintendo 64DD. Le moteur de jeu, Pro Golf Engine, a été conçu pour offrir des graphismes fluides et une physique de balle réaliste.

## Réception
- Le jeu a reçu un accueil mitigé, salué pour son réalisme mais critiqué pour son accessibilité limitée au marché japonais.
- Aucun portage international n’a été réalisé, limitant sa diffusion hors du Japon.